# Chalcolepis
Chalcolepis is een chi van kevers trong họ 
Elateridae.
Chi này được miêu tả khoa học năm 1857 bởi Candèze.

## Các loài
Các loài trong chi này gồm:
- Chalcolepis austerus Casari, 2000
- Chalcolepis emarginatus Punam, Vats & Saini, 1996
- Chalcolepis kashyapi Vats & Kashyap, 1992
- Chalcolepis luczotii Candèze, 1857
- Chalcolepis nigrimaculatus Punam, Vats & Saini, 1996
- Chalcolepis pannus Vats & Kashyap, 1992
- Chalcolepis rotundoextremus Vats & Kashyap, 1992
- Chalcolepis similis Casari, 2000
- Chalcolepis splendidus Casari, 2000
- Chalcolepis truncatus Punam, Vats & Saini, 1996